# Crnogorska republička nogometna liga 1968./69.
Republička liga Crne Gore (Crnogorska republička nogometna liga) je bila liga trećeg stupnja nogometnog prvenstva Jugoslavije u sezoni 1968./69. 
 
Sudjelovalo je 12 klubova, a prvak je bila "Tara" iz tadašnjeg Titograda – MZ Zabjelo.   

## Ljestvica
| mj. | klub                               | ut. | pob. | ner. | por. | gol+ | gol- | bod |
| --- | ---------------------------------- | --- | ---- | ---- | ---- | ---- | ---- | --- |
| 1.  | Tara (Zabjelo – Titograd)          | 22  | 15   | 3    | 4    | 48   | 15   | 33  |
| 2.  | Rudar Pljevlja                     | 22  | 11   | 4    | 7    | 45   | 29   | 26  |
| 3.  | Arsenal Tivat                      | 22  | 11   | 4    | 7    | 56   | 41   | 26  |
| 4.  | Bokelj Kotor                       | 22  | 9    | 6    | 7    | 50   | 34   | 24  |
| 5.  | Ivangrad                           | 22  | 10   | 4    | 8    | 47   | 38   | 24  |
| 6.  | Iskra Danilovgrad                  | 22  | 11   | 1    | 10   | 45   | 33   | 23  |
| 7.  | Spuž                               | 22  | 9    | 3    | 10   | 42   | 54   | 21  |
| 8.  | Dečić Tuzi                         | 22  | 9    | 3    | 10   | 32   | 48   | 21  |
| 9.  | Mornar Bar                         | 22  | 9    | 2    | 11   | 35   | 46   | 20  |
| 10. | Crvena stijena (Tološi – Titograd) | 22  | 9    | 2    | 11   | 44   | 54   | 20  |
| 11. | Brskovo Mojkovac                   | 22  | 5    | 4    | 13   | 22   | 44   | 14  |
| 12. | Ibar Rožaje                        | 22  | 4    | 4    | 14   | 28   | 58   | 12  |

- Titograd – tadašnji naziv za Podgoricu
- Ivangrad – tadašnji naziv za Berane
- Tološi i Zabjelo – danas dijelovi naselja Podgorica
- "Ivangrad" – također i pod nazivom "OFK Ivangrad"

## Rezultatska križaljka
| kratica | klub                               | ARS | BOK | BRS | CRVS | DEČ | IBAR | IVA | ISK | MOR | RUD | SPUŽ | TARA |
| --- | ---------------------------------- | --- | --- | --- | ---- | --- | ---- | --- | --- | --- | --- | ---- | ---- |
| ARS | Arsenal Tivat                      |     |     |     |      |     |      |     |     |     |     |      |      |
| BOK | Bokelj Kotor                       |     |     |     |      |     |      |     |     |     |     |      |      |
| BRS | Brskovo Mojkovac                   |     |     |     |      |     |      |     |     |     |     |      |      |
| CRVS | Crvena stijena (Tološi – Titograd) |     |     |     |      |     |      |     |     |     |     |      |      |
| DEČ | Dečić Tuzi                         |     |     |     |      |     |      |     |     |     |     |      |      |
| IBAR | Ibar Rožaje                        |     |     |     |      |     |      |     |     |     |     |      |      |
| IVA | Ivangrad                           |     |     |     |      |     |      |     |     |     |     |      |      |
| ISK | Iskra Danilovgrad                  |     |     |     |      |     |      |     |     |     |     |      |      |
| MOR | Mornar Bar                         |     |     |     |      |     |      |     |     |     |     |      |      |
| RUD | Rudar Pljevlja                     |     |     |     |      |     |      |     |     |     |     |      |      |
| SPUŽ | Spuž                               |     |     |     |      |     |      |     |     |     |     |      |      |
| TARA | Tara (Zabjelo – Titograd)          |     |     |     |      |     |      |     |     |     |     |      |      |
| |                                    |     |     |     |      |     |      |     |     |     |     |      |      |
| podebljan rezultat - utakmice od 1. do 11. kola (1. utakmica između klubova) rezultat normalne debljine - utakmice od 12. do 22. kola (2. utakmica između klubova) rezultat nakošen - nije vidljiv redoslijed odigravanja međusobnih utakmica iz dostupnih izvora rezultat nakošen i smanjen * - iz dostupnih izvora nije uočljiv domaćin susreta prekrižen rezultat - poništena ili brisana utakmica p - utakmica prekinuta 3:0 p.f. / 0:3 p.f. - rezultat 3:0 bez borbe n.i. - nije igrano |                                    |     |     |     |      |     |      |     |     |     |     |      |      |

 Izvori: 

## Unutrašnje poveznice
- Crnogorska republička nogometna liga (1946. – 1991.)
- Druga savezna liga 1968./69.